# Personnalités tunisiennes sur timbres
Les personnalités tunisiennes sur timbres sont les personnalités tunisiennes représentées sur les timbres-poste émis par la Poste tunisienne à partir de 1954.

## Caractéristiques
La toute première personnalité représentée est Lamine, bey de Tunis de 1943 à l'abolition de la monarchie en 1957. Habib Bourguiba, président de la République tunisienne de 1957 à 1987, est de très loin celle qui est représentée sur le plus grand nombre de timbres, 37 séries émises pour la quasi-totalité durant sa présidence, souvent à l'occasion d'anniversaires ou de grands événements politiques. Son successeur Zine el-Abidine Ben Ali n'a bénéficié que de sept séries. D'autres personnalités ont également été représentées à plusieurs reprises comme Abou el Kacem Chebbi, Farhat Hached, Hannibal Barca, Ibn Khaldoun et Tahar Haddad. Une grande diversification des choix effectués est intervenue depuis le lancement de séries à partir de 1998.
Sur le plan temporel, les personnalités peuvent être classées en quatre catégories : des figures de l'Antiquité carthaginoise avec Didon et Hannibal Barca, des personnalités du Moyen Âge avec Ibn Khaldoun, Ibrahim ibn al-Aghlab et un certain nombre de théologiens et juristes, des héros du mouvement national tunisien et des figures contemporaines, actives notamment dans le domaine culturel.

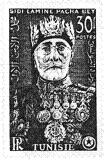
Lamine Bey (1954).
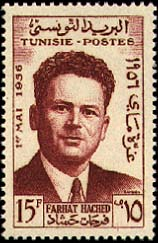
Farhat Hached (1956).
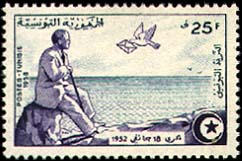
Habib Bourguiba (1958).
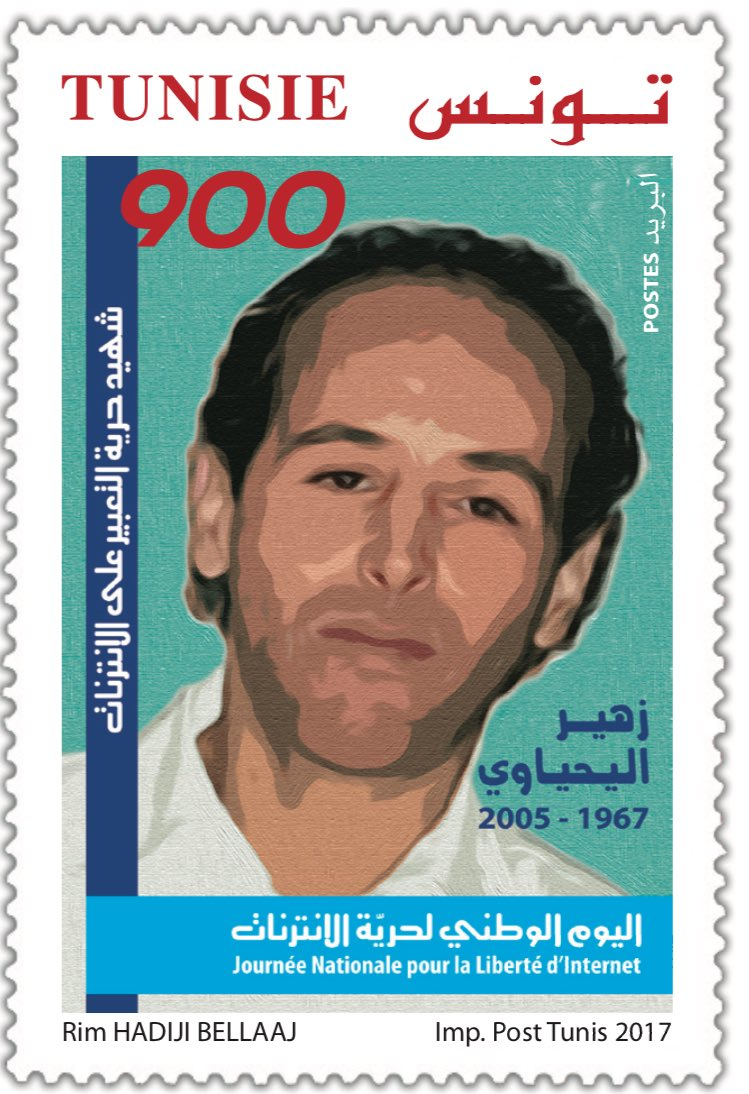
Zouhair Yahyaoui (2017).

## Classement par personnalité
| Nom                              | Date de naissance | Date de décès    | Représentations                                        |
| -------------------------------- | ----------------- | ---------------- | ------------------------------------------------------ |
| Hassan Hosni Abdelwaheb          | 1883              | 1968             | 1986                                                   |
| Habib Achour                     | 1913              | 1999             | 2017                                                   |
| Gladys Adda                      | 1921              | 1995             | 2022                                                   |
| Ibrahim ibn al-Aghlab            | 757               | 812              | 2001                                                   |
| Hammadi Agrebi                   | 1951              | 2020             | 2021                                                   |
| Ahmed Ier Bey                    | 1806              | 1855             | 2019                                                   |
| Sémia Akrout-Yaïche              | 1955              | 2015             | 2022                                                   |
| Abdelaziz El Aroui               | 1898              | 1971             | 2001                                                   |
| Arwa la Kairouanaise             | ?                 | ?                | 2022                                                   |
| Kahéna Attia                     | ?                 | ?                | 2024                                                   |
| Alia Babbou                      | 1923              | 2006             | 2023                                                   |
| Salma Baccar                     | 1945              |                  | 2024                                                   |
| Taoufik Baccar (ar)              | 1927              | 2017             | 2018                                                   |
| Mohamed Bachrouch                | 1911              | 1944             | 2012                                                   |
| Zoubeida Badda                   | 1924              | 2013             | 2024                                                   |
| Mohamed Bayram V                 | 1840              | 1889             | 1989                                                   |
| Mahmoud Bayrem Ettounsi          | 1893              | 1961             | 1991                                                   |
| Zoubeida Bchir                   | 1938              | 2011             | 2013                                                   |
| Chokri Belaïd                    | 1964              | 2013             | 2020                                                   |
| Ahlem Belhadj                    | 1964              | 2023             | 2023                                                   |
| Ali Belhouane                    | 1909              | 1958             | 2000                                                   |
| Asma Belkhodja-Rebaï             | 1930              | 2011             | 2024                                                   |
| Jouda Ben Abid                   | 1953              | 2022             | 2024                                                   |
| Mohamed Fadhel Ben Achour        | 1909              | 1970             | 2012                                                   |
| Mohamed Tahar Ben Achour         | 1879              | 1973             | 1981                                                   |
| Zine el-Abidine Ben Ali          | 1936              | 2019             | 1988-1995,                                             |
| Raja Ben Ammar                   | 1954              | 2017             | 2022                                                   |
| Tahar Ben Ammar                  | 1889              | 1985             | 2016                                                   |
| Aly Ben Ayed                     | 1930              | 1972             | 1983                                                   |
| Fatma Ben Boubaker               | 1919              | 1993             | 2024                                                   |
| Tawhida Ben Cheikh               | 1909              | 2010             | 2012                                                   |
| Mongi Ben Hamida                 | 1928              | 2003             | 2004                                                   |
| Kaouther Ben Hania               | 1977              |                  | 2023                                                   |
| Jamila Bent Mohamed Ben Jaballah | 1932              | 2005             | 2024                                                   |
| Lina Ben Mhenni                  | 1983              | 2020             | 2020                                                   |
| Badra Ben Mustapha               | ?                 | ?                | 2024                                                   |
| Béchir Ben Mustapha              | ?                 | ?                | 2020                                                   |
| Bchira Ben Mrad                  | 1913              | 1993             | 2016                                                   |
| Fatma Ben Saïdane                | 1949              |                  | 2023                                                   |
| Aly Ben Salem                    | 1910              | 2001             | 2010                                                   |
| Lilia Ben Salem                  | 1939              | 2015             | 2023                                                   |
| Hamda Ben Tijani                 | 1901              | 1983             | 2012                                                   |
| Noura Borsali                    | 1953              | 2017             | 2024                                                   |
| Mohamed Bouazizi                 | 1984              | 2011             | 2011                                                   |
| Salem Bouhageb                   | 1827?             | 1924             | 2012                                                   |
| Majida Boulila                   | 1931              | 1952             | 2023                                                   |
| Habib Bourguiba                  | 1903              | 2000             | 1957-1959, 1960-1969, 1970-1979, 1980-1987, 2003-2018, |
| Hela Boussema                    | ?                 | 2018             | 2024                                                   |
| Chadlia Bouzgarrou               | 1917              | 2005             | 2023                                                   |
| Mohamed Brahmi                   | 1955              | 2013             | 2020                                                   |
| Hédi Chaker                      | 1908              | 1953             | 2018                                                   |
| Fatma Chamakh-Haddad             | 1936              | 2013             | 2022                                                   |
| Moncef Charfeddine               | 1928              | 2022             | 2023                                                   |
| Abou el Kacem Chebbi             | 1909              | 1934             | 1962-2009,                                             |
| Tahar Cheriaa                    | 1927              | 2010             | 2013                                                   |
| Khadija Cheour                   | ?                 | ?                | 2024                                                   |
| Mohamed Daghbaji                 | 1885              | 1924             | 2002                                                   |
| Kantaoui Dahmane                 | ?                 | ?                | 2020                                                   |
| Dame de Carthage                 | ?                 | ?                | 2023                                                   |
| Nafila Dhahab                    | 1947              |                  | 2024                                                   |
| Brahim Dhahak (ar)               | 1931              | 2004             | 2013                                                   |
| Didon                            | v. 840 av. J.-C.  | v. 760 av. J.-C. | 2004                                                   |
| Dihya                            | ?                 | ?                | 2022                                                   |
| Habiba Djilani                   | 1949              | 2007             | 2023                                                   |
| Ali Douagi                       | 1909              | 1949             | 1989                                                   |
| Zohra Faïza                      | 1919              | 1999             | 2022                                                   |
| Ammar Farhat                     | 1911              | 1987             | 2008                                                   |
| Zeyneb Farhat                    | 1957              | 2021             | 2022                                                   |
| Cherifa Fayache                  | 1906              | 1994             | 2024                                                   |
| Fatima al-Fihriya                | v. 800            | 880              | 2023                                                   |
| Assad ibn al-Furat               | 759               | 828              | 2001                                                   |
| Assia Ghallab                    | 1923              | 2017             | 2024                                                   |
| Gélase Ier                       | v. 410            | 496              | 2019                                                   |
| Habiba Ghribi                    | 1984              |                  | 2024                                                   |
| Farhat Hached                    | 1914              | 1952             | 1956-2002,                                             |
| Radhia Haddad                    | 1922              | 2003             | 2023                                                   |
| Tahar Haddad                     | 1901              | 1936             | 1982-1999,                                             |
| Aïcha Hafsia                     | ?                 | 2016             | 2024                                                   |
| Mohamed Ali El Hammi             | 1896              | 1928             | 1964                                                   |
| Azza Hammou                      | 1950              | 2017             | 2022                                                   |
| Hammouda Pacha                   | 1759              | 1814             | 2019                                                   |
| Néjiba Hamrouni                  | 1967              | 2016             | 2023                                                   |
| Hannibal Barca                   | 247 av. J.-C.     | 183 av. J.-C.    | 1967-1995,                                             |
| Zazia Hlalia                     | ?                 | ?                | 2022                                                   |
| Abou al-Hassan al-Housri         | 1029              | 1095             | 2002                                                   |
| Hussein Ier Bey                  | 1675              | 1740             | 2019                                                   |
| Ibn Abi Dhiaf                    | 1802              | 1874             | 1999                                                   |
| Ibn Al Jazzar                    | v. 878            | v. 980           | 1984                                                   |
| Ibn Arafa                        | 1316              | 1401             | 2000                                                   |
| Ibn Chabbat                      | 1221              | 1285             | 2004                                                   |
| Ibn Charaf                       | 1000              | 1067             | 2004                                                   |
| Ibn Khaldoun                     | 1336              | 1406             | 1958-2006,                                             |
| Ibn Manzûr                       | 1233              | 1311             | 1987                                                   |
| Ibn Rachik                       | v. 1000           | 1064             | 2001                                                   |
| Ons Jabeur                       | 1994              |                  | 2022                                                   |
| Saïda Jallali                    | 1934              | 2014             | 2022                                                   |
| Mohamed Jamoussi                 | 1910              | 1982             | 2000                                                   |
| Mosbah Jarbou                    | 1914              | 1958             | 2002                                                   |
| Hédi Jouini                      | 1909              | 1990             | 2008                                                   |
| Maya Jribi                       | 1960              | 2018             | 2022                                                   |
| Ridha Kalaï                      | 1931              | 2004             | 2008                                                   |
| Rafik El Kamel                   | 1944              | 2021             | 2019                                                   |
| Mohamed Salah Khammassi          | 1910              | 1992             | 2018                                                   |
| Kheireddine Pacha                | 1822              | 1890             | 1990                                                   |
| Salah Khémissi                   | 1912              | 1958             | 2012                                                   |
| Fadhila Khetmi                   | 1905              | 1992             | 2024                                                   |
| Mustapha Khraïef                 | 1910              | 1967             | 2010                                                   |
| Chedli Klibi                     | 1925              | 2020             | 2021                                                   |
| Hédi Laâbidi                     | 1911              | 1985             | 2020                                                   |
| Lamine Bey                       | 1881              | 1962             | 1955-1956,                                             |
| Souad Lyagoubi                   | 1938              |                  | 2024                                                   |
| Naziha Maghrebi                  | ?                 | 2001             | 2024                                                   |
| Jaafar Majed                     | 1940              | 2009             | 2010                                                   |
| Lalla Manoubia                   | 1199              | 1267             | 2022                                                   |
| Hatem El Mekki                   | 1918              | 2003             | 2004                                                   |
| Tahar Melligi                    | 1937              | 2022             | 2023                                                   |
| Mahmoud Messadi                  | 1911              | 2004             | 2008                                                   |
| Chérifa Messaidi                 | 1908              | 1990             | 2022                                                   |
| Mohamed Laroussi Métoui          | 1920              | 2005             | 2020                                                   |
| Mohamed Ezzedine Mili (en)       | 1917              | 2013             | 2018                                                   |
| Miltiade                         | ?                 | 314              | 2019                                                   |
| Fatma Moalla                     | 1939              |                  | 2023                                                   |
| Moncef Bey                       | 1881              | 1948             | 2019                                                   |
| Habiba Msika                     | 1903              | 1930             | 2023                                                   |
| Naâma                            | 1934              | 2020             | 2022                                                   |
| Gilbert Naccache                 | 1939              | 2020             | 2021                                                   |
| Aroussia Nalouti                 | 1950              |                  | 2022                                                   |
| Fattouma Namla                   | 1935              | 1994             | 2022                                                   |
| Mouna Noureddine                 | 1939              |                  | 2024                                                   |
| Om Ezzine El Jamalia             | ?                 | ?                | 2023                                                   |
| Oulaya                           | 1936              | 1990             | 2023                                                   |
| Aziza Othmana                    | ?                 | 1669             | 1985                                                   |
| Nejia Ouerghi                    | ?                 |                  | 2024                                                   |
| Mohamed Sghaïer Ouled Ahmed      | 1955              | 2016             | 2017                                                   |
| Khadija Rebah                    | ?                 | ?                | 2024                                                   |
| Youssef Rekik                    | 1940              | 2012             | 2013                                                   |
| Ali Riahi                        | 1912              | 1970             | 1998                                                   |
| Hassiba Rochdi                   | v. 1918           | 2012             | 2023                                                   |
| Abderrazak Sahli (de)            | 1941              | 2009             | 2019                                                   |
| Sahnoun                          | v. 776            | v. 854           | 2000                                                   |
| Sainte Monique                   | v. 332            | 387              | 2023                                                   |
| Saliha                           | 1914              | 1958             | 1998                                                   |
| Hafsia Sluqqa                    | ?                 | ?                | 2024                                                   |
| Mohamed Snoussi                  | 1851              | 1900             | 2002                                                   |
| Zaara Soltani                    | 1955              | 2020             | 2022                                                   |
| Sophonisbe                       | 235 av. J.-C.     | 203 av. J.-C.    | 2022                                                   |
| Kaddour Srarfi                   | 1913              | 1977             | 1998                                                   |
| Khemaïs Tarnane                  | 1894              | 1964             | 1999                                                   |
| Abdelaziz Thâalbi                | 1876              | 1944             | 1999                                                   |
| Moufida Tlatli                   | 1947              | 2021             | 2022                                                   |
| Ahmed Tlili                      | 1916              | 1967             | 2016                                                   |
| Zoubeir Turki                    | 1924              | 2009             | 2010                                                   |
| Victor Ier                       | ?                 | 199              | 2019                                                   |
| Zouhair Yahyaoui                 | 1967              | 2005             | 2017                                                   |
| Zina et Aziza                    | ?                 | ?                | 2023                                                   |

## Classement par année
| Année | Nombre de timbre    | Thème | Valeur faciale                                                                    | Sujet |
| ----- | ------------------- | --- | --------------------------------------------------------------------------------- | --- |
| 1954  | Série de 5 valeurs  | Effigie de Lamine Bey | 8, 12, 15, 18 et 30 francs                                                        | Lamine Bey |
| 1955  | Émission unique     | Effigie de Lamine Bey | 15 francs                                                                         | Lamine Bey |
| 1956  | Série de 2 valeurs  | Effigie de Farhat Hached | 15 et 30 francs                                                                   | Farhat Hached |
| 1956  | Série de 3 valeurs  | Autonomie interne de la Tunisie | 5, 15 et 20 francs                                                                | Lamine Bey |
| 1957  | Série de 6 valeurs  | 1er anniversaire de l'indépendance                                                                                                  | 5, 12, 20, 25, 30 et 50 francs                                                    | Habib Bourguiba |
| 1958  | Série de 2 valeurs  | 6e anniversaire de l'exil de Bourguiba à La Galite                                                                                  | 20 et 25 francs                                                                   | Habib Bourguiba |
| 1958  | Émission unique     | Exposition de Bruxelles | 30 francs                                                                         | Ibn Khaldoun (en duo avec André Vésale) |
| 1958  | Émission unique     | 55e anniversaire du président Bourguiba                                                                                             | 20 francs                                                                         | Habib Bourguiba |
| 1959  | Série de 2 valeurs  | 25e anniversaire du Néo-Destour | 20 et 30 millimes                                                                 | Habib Bourguiba |
| 1960  | Émission unique     | Promulgation de la constitution | 20 millimes                                                                       | Habib Bourguiba |
| 1960  | Série de 3 valeurs  | Effigie de Habib Bourguiba | 20, 30 et 40 millimes                                                             | Habib Bourguiba |
| 1962  | Émission unique     | Souvenir du poète Abou-Qacem Echebbi                                                                                                | 15 millimes                                                                       | Abou el Kacem Chebbi |
| 1962  | Série de 3 valeurs  | Effigie de Habib Bourguiba | 20, 30 et 40 millimes                                                             | Habib Bourguiba |
| 1964  | Émission unique     | 70e anniversaire de la naissance de Mohamed Ali El Hammi                                                                            | 50 millimes                                                                       | Mohamed Ali El Hammi |
| 1964  | Série de 2 valeurs  | Effigie de Habib Bourguiba | 20 et 30 millimes                                                                 | Habib Bourguiba |
| 1966  | Série de 2 valeurs  | 10e anniversaire de l'indépendance                                                                                                  | 5 et 10 millimes                                                                  | Habib Bourguiba |
| 1967  | Série de 4 valeurs  | Exposition internationale de Montréal                                                                                               | 65, 105, 120 et 200 millimes                                                      | Habib Bourguiba |
| 1967  | Série de 6 valeurs  | Histoire nationale | 25 millimes                                                                       | Hannibal Barca |
| 1971  | Série de 4 valeurs  | 8e congrès du Parti socialiste destourien                                                                                           | 25, 30, 50 et 80 millimes                                                         | Habib Bourguiba |
| 1974  | Série de 5 valeurs  | 40e anniversaire du Parti socialiste destourien                                                                                     | 15, 25, 60, 75 et 100 millimes                                                    | Habib Bourguiba |
| 1974  | Série de 3 valeurs  | Congrès du Parti socialiste destourien                                                                                              | 25, 60 et 200 millimes                                                            | Habib Bourguiba |
| 1974  | Émission unique     | Élections présidentielle et législatives                                                                                            | 100 millimes                                                                      | Habib Bourguiba |
| 1975  | Émission unique     | 20e anniversaire de la Victoire | 65 millimes                                                                       | Habib Bourguiba |
| 1975  | Émission unique     | Centenaire du collège Sadiki | 25 millimes                                                                       | Habib Bourguiba |
| 1976  | Série de 3 valeurs  | 20e anniversaire de l'indépendance                                                                                                  | 40, 100 et 150 millimes                                                           | Habib Bourguiba |
| 1977  | Série de 3 valeurs  | 20e anniversaire de la république                                                                                                   | 40, 100 et 150 millimes                                                           | Habib Bourguiba |
| 1978  | Série de 2 valeurs  | 40e anniversaire du 9 avril 1938 | 40 et 60 millimes                                                                 | Habib Bourguiba |
| 1978  | Émission unique     | Effigie de Farhat Hached | 50 millimes                                                                       | Farhat Hached |
| 1979  | Émission unique     | 20e anniversaire de la constitution                                                                                                 | 50 millimes                                                                       | Habib Bourguiba |
| 1979  | Émission unique     | 10e congrès du Parti socialiste destourien                                                                                          | 50 millimes                                                                       | Habib Bourguiba |
| 1980  | Série de 2 valeurs  | 25e anniversaire de la Victoire | 50 et 100 millimes                                                                | Habib Bourguiba |
| 1980  | Émission unique     | Hommage à Ibn Khaldoun | 50 millimes                                                                       | Ibn Khaldoun |
| 1981  | Série de 4 valeurs  | 25e anniversaire de l'indépendance                                                                                                  | 50, 60, 85 et 120 millimes                                                        | Habib Bourguiba |
| 1981  | Série de 2 valeurs  | Congrès extraordinaire du Parti socialiste destourien                                                                               | 50 et 75 millimes                                                                 | Habib Bourguiba |
| 1981  | Émission unique     | Les Arabes | 200 millimes                                                                      | Mohamed Tahar Ben Achour |
| 1982  | Série de 3 valeurs  | Barrage Bourguiba-Sidi Saâd | 80, 100 et 200 millimes                                                           | Habib Bourguiba |
| 1982  | Émission unique     | Les Arabes | 200 millimes                                                                      | Tahar Haddad |
| 1982  | Émission unique     | 30e anniversaire de l'assassinat de Farhat Hached                                                                                   | 80 millimes                                                                       | Farhat Hached |
| 1982  | Émission unique     | 25e anniversaire de la république                                                                                                   | 80 millimes                                                                       | Habib Bourguiba |
| 1983  | Émission unique     | Les Arabes | 80 millimes                                                                       | Aly Ben Ayed |
| 1984  | Série de 6 valeurs  | Cinquantenaire du Parti socialiste destourien                                                                                       | 40, 70, 80, 150, 200 et 230 millimes                                              | Habib Bourguiba |
| 1984  | Émission unique     | Les Arabes | 80 millimes                                                                       | Ibn Al Jazzar |
| 1984  | Émission unique     | 50e anniversaire de la mort d'Abou-Qacem Echebbi                                                                                    | 100 millimes                                                                      | Abou el Kacem Chebbi |
| 1985  | Série de 4 valeurs  | 30e anniversaire de la Victoire | 75, 100, 200 et 230 millimes                                                      | Habib Bourguiba |
| 1985  | Émission unique     | Journée de la Tunisie à l'exposition universelle de Tsukuba                                                                         | 250 millimes                                                                      | Habib Bourguiba |
| 1985  | Émission unique     | Les Arabes | 100 millimes                                                                      | Aziza Othmana |
| 1986  | Série de 4 valeurs  | 30e anniversaire de l'indépendance                                                                                                  | 100, 120, 280 et 300 millimes                                                     | Habib Bourguiba |
| 1986  | Série de 2 valeurs  | 12e congrès du Parti sociale destourien                                                                                             | 120 et 300 millimes                                                               | Habib Bourguiba |
| 1986  | Émission unique     | Les Arabes | 160 millimes                                                                      | Hassan Hosni Abdelwaheb |
| 1987  | Émission unique     | Centenaire de la municipalité de Monastir                                                                                           | 120 millimes                                                                      | Habib Bourguiba |
| 1987  | Série de 4 valeurs  | 30e anniversaire de la république                                                                                                   | 150, 250, 350 et 500 millimes                                                     | Habib Bourguiba |
| 1987  | Émission unique     | Les Arabes | 250 millimes                                                                      | Ibn Manzûr |
| 1988  | Série de 4 valeurs  | Déclaration du 7 novembre 1987 | 150, 200, 350 et 370 millimes                                                     | Zine el-Abidine Ben Ali |
| 1988  | Émission unique     | Congrès du Salut du Rassemblement constitutionnel démocratique                                                                      | 150 millimes                                                                      | Zine el-Abidine Ben Ali |
| 1989  | Émission unique     | Les Arabes | 1 dinar                                                                           | Ali Douagi |
| 1989  | Émission unique     | Centenaire de la mort de Mohamed Bayram V                                                                                           | 150 millimes                                                                      | Mohamed Bayram V |
| 1990  | Émission unique     | Centenaire de la mort de Kheireddine Pacha                                                                                          | 150 millimes                                                                      | Kheireddine Pacha |
| 1991  | Émission unique     | Les Arabes | 200 millimes                                                                      | Mahmoud Bayrem Ettounsi |
| 1992  | Émission unique     | Convention des Nations unies sur les droits de l'enfant                                                                             | 180 millimes                                                                      | Zine el-Abidine Ben Ali |
| 1992  | Émission unique     | 5e anniversaire du Changement | 730 millimes                                                                      | Zine el-Abidine Ben Ali |
| 1994  | Série de 2 valeurs  | Élection du président Zine el-Abidine Ben Ali                                                                                       | 180 et 350 millimes                                                               | Zine el-Abidine Ben Ali |
| 1994  | Émission unique     | 7e anniversaire du Changement | 350 millimes                                                                      | Zine el-Abidine Ben Ali |
| 1995  | Émission unique     | Soixantenaire d'Abou-Qacem Echebbi                                                                                                  | 180 millimes                                                                      | Abou el Kacem Chebbi |
| 1995  | Série de 2 valeurs  | 8e anniversaire du Changement | 180 et 350 millimes                                                               | Zine el-Abidine Ben Ali |
| 1995  | Émission unique     | Effigie d'Hannibal Barca | 180 millimes                                                                      | Hannibal Barca |
| 1998  | Série de 3 valeurs  | Hommage aux grands artistes tunisiens                                                                                               | 250, 250 et 500 millimes                                                          | Ali Riahi, Saliha, Kaddour Srarfi |
| 1999  | Émission unique     | Centenaire de la mort de Tahar Haddad                                                                                               | 500 millimes                                                                      | Tahar Haddad |
| 1999  | Série de 3 valeurs  | Tunisiens célèbres | 250, 250 et 500 millimes                                                          | Ibn Abi Dhiaf, Khemaïs Tarnane, Abdelaziz Thâalbi |
| 2000  | Série de 4 valeurs  | Personnages célèbres | 250 millimes, 1 dinar, 250 millimes, 250 millimes                                 | Ali Belhouane, Mohamed Jamoussi, Ibn Arafa, Sahnoun |
| 2001  | Série de 4 valeurs  | Tunisiens célèbres | 250, 250, 350 et 650 millimes                                                     | Ibrahim ibn al-Aghlab, Abdelaziz El Aroui, Assad ibn al-Furat, Ibn Rachik |
| 2002  | Série de 4 valeurs  | Tunisiens célèbres | 250 millimes, 1,100 dinar, 250 millimes, 100 millimes                             | Mohamed Daghbaji, Abou al-Hassan al-Housri, Mosbah Jarbou, Mohamed Snoussi |
| 2002  | Émission unique     | 50e anniversaire de l'assassinat de Farhat Hached                                                                                   | 390 millimes                                                                      | Farhat Hached |
| 2003  | Émission unique     | Centenaire du leader Habib Bourguiba                                                                                                | 390 millimes                                                                      | Habib Bourguiba |
| 2004  | Série de 5 valeurs  | Personnages célèbres tunisiens | 500, 500, 600, 600 et 600 millimes                                                | Mongi Ben Hamida, Didon, Hatem El Mekki, Ibn Chabbat, Ibn Charaf |
| 2006  | Émission unique     | 6e centenaire de la mort d'Ibn Khaldoun                                                                                             | 390 millimes                                                                      | Ibn Khaldoun |
| 2008  | Série de 4 valeurs  | Personnages célèbres tunisiens | 250, 250, 600 et 600 millimes                                                     | Ammar Farhat, Ridha Kalaï, Mahmoud Messadi, Hédi Jouini |
| 2009  | Émission unique     | Centenaire du poète Aboul Qacem Chebbi                                                                                              | 250 millimes                                                                      | Abou el Kacem Chebbi |
| 2010  | Série de 4 valeurs  | Personnages célèbres tunisiens | 250 millimes, 600 millimes, 1 dinar, 1,100 dinar                                  | Zoubeir Turki, Jaafar Majed, Aly Ben Salem, Mustapha Khraïef |
| 2011  | Série de 4 valeurs  | La Révolution du peuple | 600 millimes                                                                      | Mohamed Bouazizi |
| 2012  | Série de 6 valeurs  | Personnages célèbres tunisiens | 250 millimes, 250 millimes, 390 millimes, 600 millimes, 900 millimes, 1,350 dinar | Salem Bouhageb, Hamda Ben Tijani, Mohamed Bachrouch, Salah Khémissi, Mohamed Fadhel Ben Achour, Tawhida Ben Cheikh |
| 2013  | Série de 4 valeurs  | Personnages célèbres tunisiens | 250 millimes, 250 millimes, 600 millimes, 1 dinar                                 | Brahim Dhahak (ar), Youssef Rekik, Tahar Cheriaa, Zoubeida Bchir |
| 2016  | Émission unique     | Centenaire du leader Ahmed Tlili | 1,200 dinar                                                                       | Ahmed Tlili |
| 2016  | Série de 2 valeurs  | Personnages célèbres tunisiens | 500 millimes, 1 dinar                                                             | Bchira Ben Mrad, Tahar Ben Ammar |
| 2017  | Émission unique     | Journée nationale pour la liberté d'Internet                                                                                        | 900 millimes                                                                      | Zouhair Yahyaoui |
| 2017  | Émission unique     | Commémoration du décès du poète de la patrie Mohamed Sghaïer Ouled Ahmed                                                            | 1 dinar                                                                           | Mohamed Sghaïer Ouled Ahmed |
| 2017  | Émission unique     | Leader syndicaliste et nationaliste Habib Achour                                                                                    | 1,200 dinar                                                                       | Habib Achour |
| 2018  | Émission unique     | Personnages célèbres tunisiens | 900 millimes                                                                      | Taoufik Baccar (ar) |
| 2018  | Émission unique     | Mohamed Ezzedine Mili, ancien secrétaire général de l'Union internationale des télécommunications (UIT)                             | 500 millimes                                                                      | Mohamed Ezzedine Mili (en) |
| 2018  | Émission unique     | Hommage aux symboles de la diplomatie tunisienne : Habib Bourguiba premier ministre des Affaires étrangères en Tunisie indépendante | 500 millimes                                                                      | Habib Bourguiba |
| 2018  | Émission unique     | Commémoration du martyre du combattant Hédi Chaker                                                                                  | 2 dinars                                                                          | Hédi Chaker |
| 2018  | Émission unique     | Calligraphes tunisiens célèbres : Mohamed Salah Khammassi                                                                           | 2 dinars                                                                          | Mohamed Salah Khammassi |
| 2019  | Série de 4 valeurs  | Les Beys husseinites de Tunisie | 50 millimes, 500 millimes, 750 millimes, 900 millimes                             | Hussein Ier Bey, Ahmed Ier Bey, Moncef Bey, Hammouda Pacha |
| 2019  | Série de 2 valeurs  | L'Art contemporain tunisien | 750 millimes, 1 dinar                                                             | Rafik El Kamel, Abderrazak Sahli (de) |
| 2019  | Série de 3 valeurs  | Les Trois papes africains | 750 millimes, 1 dinar, 2 dinars                                                   | Victor Ier, Gélase Ier, Miltiade |
| 2020  | Émission unique     | Lina Ben Mhanni, icône du mot libre                                                                                                 | 3 dinars                                                                          | Lina Ben Mhenni |
| 2020  | Série de 2 valeurs  | Martyrs de la Patrie : Chokri Belaïd - Mohamed Brahmi                                                                               | 750 millimes                                                                      | Chokri Belaïd, Mohamed Brahmi |
| 2020  | Émission unique     | Kantaoui Dahmane, 1er receveur tunisien du bureau de poste Tunis-Belvédère (1958-1962)                                              | 1,500 dinar                                                                       | Kantaoui Dahmane |
| 2020  | Série de 2 valeurs  | Personnages célèbres tunisiens | 1 dinar, 1,500 dinar                                                              | Mohamed Laroussi Métoui, Hédi Laâbidi |
| 2020  | Émission unique     | Centenaire du Club Africain | 2 dinars                                                                          | Béchir Ben Mustapha |
| 2021  | Émission unique     | Hamadi Agrebi, le magicien du football tunisien                                                                                     | 1,200 dinar                                                                       | Hammadi Agrebi |
| 2021  | Série de 2 valeurs  | Personnages célèbres tunisiens | 1,200 dinar, 750 millimes                                                         | Chedli Klibi, Gilbert Naccache |
| 2022  | Série de 22 valeurs | Femmes célèbres tunisiennes | 250 millimes                                                                      | Sophonisbe, Dihya, Arwa la Kairouanaise, Zazia Hlalia, Lalla Manoubia, Chérifa Messaidi, Fattouma Namla, Gladys Adda, Zohra Faïza, Fatma Chamakh-Haddad, Saïda Jallali, Sémia Akrout-Yaïche, Raja Ben Ammar, Azza Hammou, Maya Jribi, Naâma, Zaara Soltani, Moufida Tlatli, Zeyneb Farhat, Aroussia Nalouti, Ons Jabeur                                                                              |
| 2023  | Série de 19 valeurs | Fête de la femme tunisienne | 750 millimes                                                                      | Ahlem Belhadj, Chadlia Bouzgarrou, Habiba Djilani, Majida Boulila, Radhia Haddad, Lilia Ben Salem, Alia Babbou, Kaouther Ben Hania, Néjiba Hamrouni, Fatma Moalla, Habiba Msika, Oulaya, Fatma Ben Saïdane, Hassiba Rochdi, Zina et Aziza, Sainte Monique, Dame de Carthage, Fatima al-Fihriya, Om Ezzine El Jamalia                                                                                 |
| 2023  | Série de 2 valeurs  | Personnages célèbres tunisiens | 1 dinar                                                                           | Moncef Charfeddine, Tahar Melligi |
| 2024  | Série de 23 valeurs | Femmes tunisiennes | 500 millimes                                                                      | Cherifa Fayache, Khadija Rebah, Khadija Cheour, Fatma Ben Boubaker, Assia Ghallab, Zoubeida Badda, Asma Belkhodja-Rebaï, Jamila Bent Mohamed Ben Jaballah, Hafsia Sluqqa, Jouda Ben Abid, Souad Lyagoubi, Salma Baccar, Mouna Noureddine, Noura Borsali, Kahéna Attia, Hela Boussema, Naziha Maghrebi, Badra Ben Mustapha, Nejia Ouerghi, Nafila Dhahab, Aïcha Hafsia, Fadhila Khetmi, Habiba Ghribi |